# Kostas Frandzeskos
Konstandinos „Kostas” Frandzeskos (gr. Κωνσταντίνος „Κώστας” Φραντζέσκος, Konstantínos „Kóstas” Frantzéskos; ur. 4 stycznia 1969 w Atenach) – grecki piłkarz występujący na pozycji pomocnika, reprezentant Grecji w latach 1992–2000.
Uznawany jest za jednego z najbardziej rozpoznawalnych i zasłużonych graczy w historii OFI 1925 i PAOK FC. Odznaczał się skutecznym wykonywaniem stałych fragmentów gry bitych lewą nogą. Otrzymał ze względu na to przydomek mister wolny (gr. μίστερ φάουλ). W Alpha Ethniki zdobył 43 gole po strzałach z rzutów wolnych, w tym 14 w sezonie 1996/97, co w obu przypadkach jest rekordem ligi greckiej. Łącznie w karierze zdobył w ten sposób 57 bramek. Jest jedynym greckim piłkarzem, który uzyskał hat trick po uderzeniach z rzutów wolnych, co miało miejsce w meczu przeciwko AGS Kastoria w 1997 roku.

## Kariera klubowa
Grę w piłkę nożną rozpoczął w wieku 12 lat klubie sportowym Ayantas Kalithea. Następnie trenował w Aetos Kalithea oraz AO Vouliagmeni. W początkowych latach kariery na poziomie seniorskim związany był z Panathinaikos AO, z którym wywalczył mistrzostwo Grecji (1990/91) i trzykrotnie Puchar Grecji (1990/91, 1992/93, 1993/94).

Następnym razem gdy wywalczymy rzut karny i będą chcieli, abym to ja go strzelał, to poproszę o mur

W 1994 roku przeniósł się do OFI 1925, dla którego przez 2,5 roku rozegrał w greckiej ekstraklasie 72 spotkania i zdobył 31 bramek. W styczniu 1997 roku został zawodnikiem PAOK FC, dokąd sprowadzono go za sprawą właściciela klubu Jorgosa Batatudisa, który oparł budowę zespołu na m.in. Frandzeskosie, Zisisie Wrizasie, Teodorosie Zagorakisie czy Spirosie Marangosie. Uznawano go za wiodącego zawodnika zespołu. W Pucharze UEFA 1997/98 zdobył 4 gole w spotkaniach przeciwko Spartakowi Trnawa, Arsenal FC i Atlético Madryt. Ogółem w latach 1997–2000 rozegrał on w barwach PAOK FC 108 ligowych spotkań i zdobył 45 bramek.
W dalszej części kariery występował on w PS Kalamata (spadek do Beta Ethniki) oraz AO Ionikos. W sezonie 2002/03 przeniósł się do cypryjskiego klubu AEK Larnaka i w barwach tego zespołu rozegrał 21 spotkań na poziomie Protathlima A’ Kategorias, w których zdobył 14 bramek. W połowie 2003 roku powrócił do Grecji i podpisał umowę z Aris FC. Po sezonie 2004/05 zakończył karierę jako zawodnik drugoligowego AO Proodeftiki.

## Kariera reprezentacyjna
2 września 1992 zadebiutował w reprezentacji Grecji prowadzonej przez Alkisa Panaguliasa w przegranym 2:3 meczu towarzyskim z Cyprem. 16 listopada 1994 zdobył pierwszą bramkę dla drużyny narodowej w spotkaniu przeciwko San Marino (2:0) w ramach eliminacji Mistrzostw Europy 1996. Ogółem w latach 1992–2000 rozegrał w reprezentacji 38 meczów i zdobył 7 bramek.

### Bramki w reprezentacji
| LP | Data              | Miejsce                                         | Przeciwnik           | Bramka | Rezultat | Ranga meczu                       |
| -- | ----------------- | ----------------------------------------------- | -------------------- | ------ | -------- | --------------------------------- |
| 1. | 16 listopada 1994 | Stadion Olimpijski, Amarusi                     | San Marino           | 2:0    | 2:0      | Eliminacje Mistrzostw Europy 1996 |
| 2. | 25 stycznia 1995  | Stadion im. Andonisa Papadopulosa, Larnaka      | Cypr                 | 2:2    | 3:2      | Mecz towarzyski                   |
| 3. | 12 marca 1997     | Stadion Tasos Marku, Paralimni                  | Cypr                 | 3:0    | 4:0      | Mecz towarzyski                   |
| 4. | 2 kwietnia 1997   | Stadion im. Asima Ferhatovicia Hasego, Sarajewo | Bośnia i Hercegowina | 1:0    | 1:0      | Eliminacje Mistrzostw Świata 1998 |
| 5. | 18 lutego 1998    | Stadion Olimpijski, Amarusi                     | Rosja                | 1:0    | 1:1      | Mecz towarzyski                   |
| 6. | 6 września 1998   | Stadion Olimpijski, Amarusi                     | Słowenia             | 2:1    | 2:2      | Eliminacje Mistrzostw Europy 2000 |
| 7. | 16 grudnia 1999   | Stadion Alkazar, Larisa                         | Mołdawia             | 2:0    | 2:0      | Mecz towarzyski                   |

## Sukcesy
Panathinaikos AO
- mistrzostwo Grecji: 1990/91
- Puchar Grecji: 1990/91, 1992/93, 1993/94